# Ilmnitz
Ilmnitz ist ein Ortsteil der kreisfreien Stadt Jena in Thüringen.

## Lage
Ilmnitz befindet sich südöstlich des Stadtkerns von Jena in der Nähe der Anhöhen zur Ruine Lobdeburg. Die Landesstraße 1075 führt durch den Ortsteil. Im Tal, Richtung Süden, verläuft die Bundesautobahn 4. Etwas südlicher erreicht man Stadtroda. Die nördlich hinter dem Dorf liegenden Kernberganhöhen gehen gen Osten in die Wöllmisse über. Auf dem Plateau befindet sich der Flugplatz Schöngleina. Die Gemarkung von Ilmnitz ist stark kupiert und teilweise bewaldet. Die Böden sind aus Buntsandstein und in den höheren Lagen aus Muschelkalk gebildet worden.

## Geschichte
In dem Zeitraum 1348–1349 wurde das Dorf erstmals urkundlich erwähnt.
In dem bäuerlich orientierten Dorf war einst die Familie Osterhausen begütert. Die älteste Überlieferung von Hofbesitzern stammt aus der Zeit von 1421–1425.
Nach der politischen Wende entwickelten sich in dem Kleinbauerndorf Wohn- und Gewerbegebiete für die Stadt Jena. Am 1. Juli 1994 wurde Drackendorf mit Ilmnitz nach Jena eingemeindet. Am 1. Oktober 2010 wohnten 409 Bürger im Ortsteil Ilmnitz.

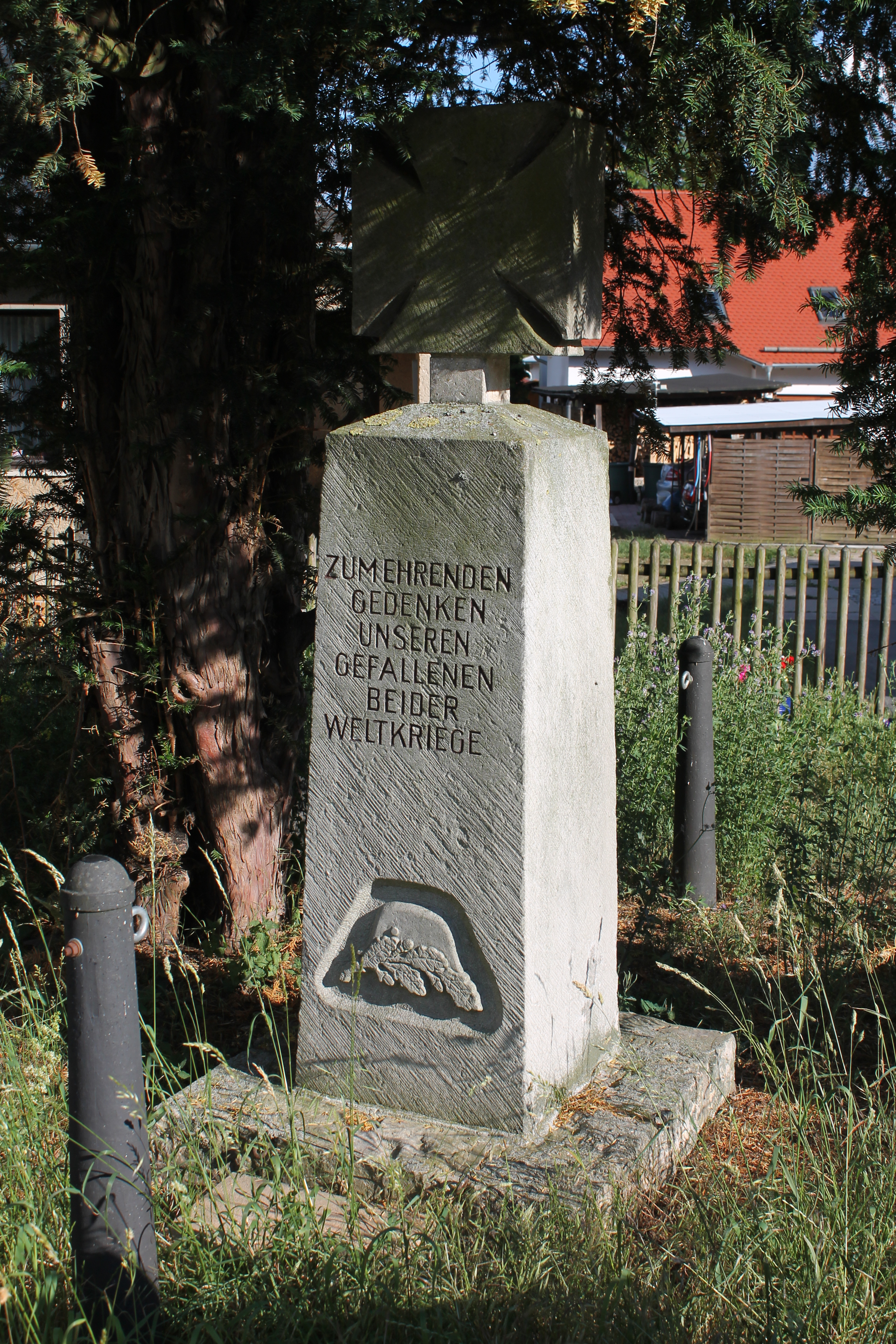
Ehrenmal für die Gefallenen der Weltkriege
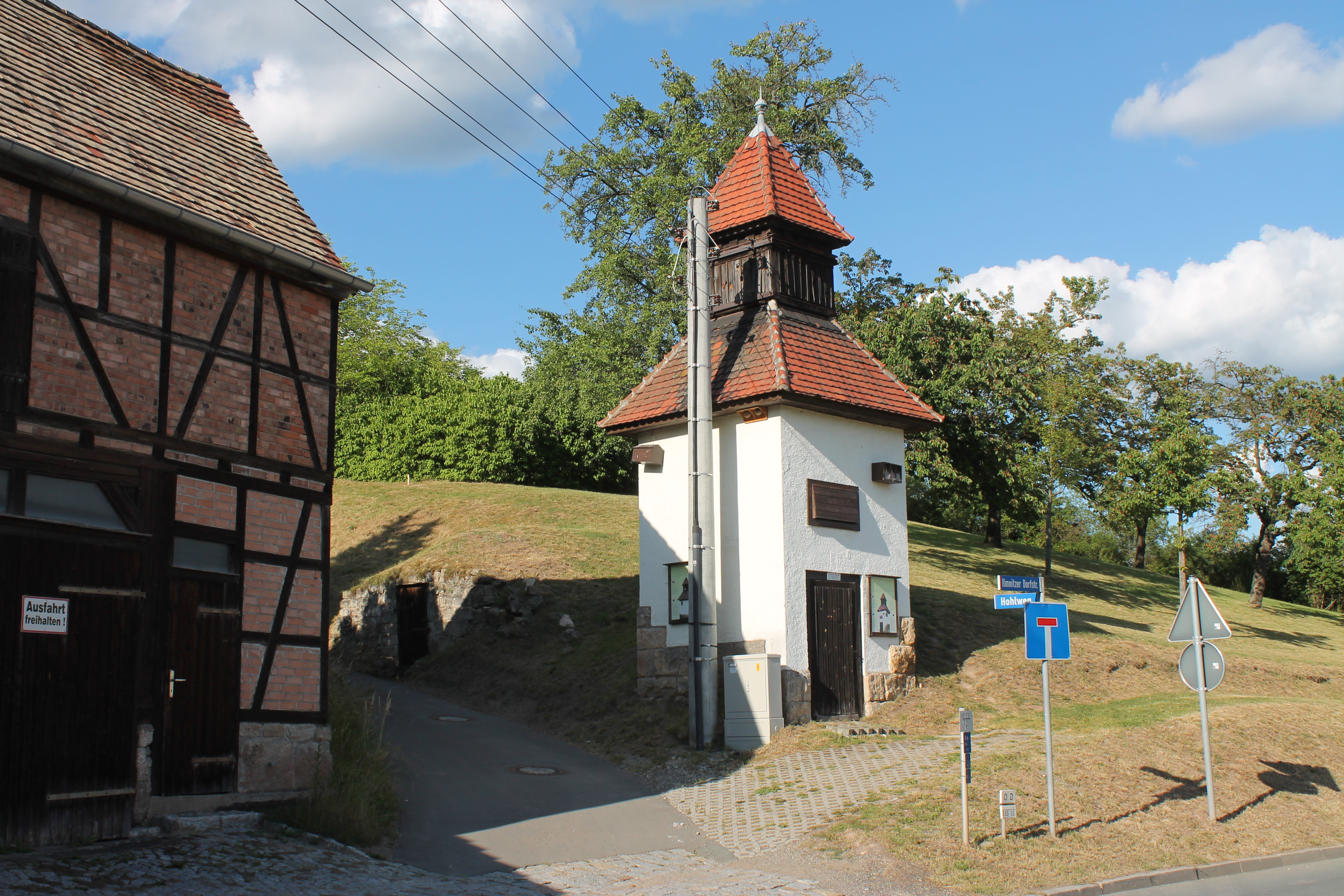
Altes Trafohäuschen